# کیم جین هو (ورزشکار)
کیم جین هو (انگلیسی: Kim Jin-ho؛ زادهٔ ۱ دسامبر ۱۹۶۱) کماندار اهل کره جنوبی است.